# Studenzen
Studenzen är en ort i  kommunen Kirchberg an der Raab i Österrike. Den ligger i distriktet Südoststeiermark i förbundslandet Steiermark.
Studenzen var tidigare en självständig kommun, men blev den 1 januari 2015 en del av kommunen Kirchberg an der Raab.  Kommunen bestod av två orter (Ortschaften) (inom parentes invånarantal 1 januari 2024):
- Siegersdorf (226)
- Studenzen (452)